# Mezquita Sayed al-Hashim
La mezquita Sayed al-Hashim (en árabe: مسجد السيد هاشم‎ Masjid as-Sayed Hāshim; en turco: Seyyid Haşim Camii) es una de las mezquitas más grandes y antiguas de Gaza, situada en el barrio ad-Darrāj de la Ciudad Vieja, junto a la calle al-Wehda. La tumba de Hashim ibn Abd al-Manaf, el bisabuelo de Mahoma que murió en Gaza durante un viaje comercial, se encuentra bajo la cúpula de la mezquita según la tradición musulmana.
En el lugar actual se encuentran una mezquita y un albergue desde al menos el siglo XII d. C. La mezquita tenía una madrasa y fue un centro de aprendizaje religioso en el siglo XIX y parte del XX. La mezquita lleva el nombre de Hashim y en el pasado era frecuentada por comerciantes y visitantes procedentes de Egipto, Arabia y Marruecos.
La mezquita actual fue construida en 1850 por orden del sultán otomano Abdul Majid. Algunos de los materiales más antiguos utilizados en la construcción de la mezquita fueron extraídos de las mezquitas y otros edificios destruidos por las tropas de Napoleón Bonaparte durante la invasión de Egipto. El minarete otomano original fue reconstruido en 1903 y las naves laterales norte y oeste también se construyeron durante el mismo período. El mausoleo de Hashim está ubicado en la esquina noroeste de la mezquita.
La mezquita resultó gavemente dañada como resultado de un ataque aéreo israelí en octubre de 2023, durante la guerra de Gaza.